# Archidiecezja Tlalnepantla
Archidiecezja Tlalnepantla (łac. Archidioecesis Tlalnepantlanus) – archidiecezja Kościoła rzymskokatolickiego w Meksyku.

## Historia
13 stycznia 1964 roku papież Paweł VI konstytucją apostolską Aliam ex aliis erygował diecezję Tlalnepantla. Dotychczas wierni z tym terenów należeli do archidiecezji meksykańskiej.
Z terenów diecezji w kolejnych latach utworzono diecezje: Cuautitlán (1979), Ecatepec (1995).
17 czerwca 1989 roku decyzją papieża Jana Pawła II wyrażoną w konstytucji apostolskiej Quoniam ut plane diecezja została podniesiona do rangi archidiecezji metropolitalnej.

## Ordynariusze

### Biskupi Tlalnepantla
- Felipe de Jesús Cueto González OFM (1964 - 1979)
- Adolfo Antonio Suárez Rivera (1980 -1983)
- Manuel Pérez-Gil y González (1984 - 1989)

### Arcybiskupi Tlalnepantla
- Manuel Pérez-Gil y González (1989 - 1996)
- Ricardo Guízar Díaz (1996 - 2009)
- Carlos Aguiar Retes (2009 - 2017)
- José Antonio Fernández Hurtado (od 2019)